# Henri Edebau
Henri Leopold Leo Edebau (Lichtervelde, 25 januari 1886 - Oostende, 20 januari 1964) was een Belgisch senator.

## Levensloop
Edebau was een zoon van Camiel Edebau (1855-1925) en van Eugénie Boudts (1853-1912$. Hij trouwde met Augusta Poppe (1886-1936). Ze hadden een dochter, Magdalena (1910), en een in Groot-Brittannië geboren zoon, Frank Edebau (1915-1987).
Hij werd minstens vanaf 1904 actief lid van de Socialistische Jonge Wacht. Hij werkte eerst als telegrambesteller, vervolgens als klerk bij de Oostendse notaris Van Caillie. In 1904 werd hij spoorwegbeambte. Hij bevorderde achtereenvolgens tot aangestelde (1913), ordeklerk (1920) en eerste klerk (1924). Hij nam verlof zonder wedde vanaf 1930 en verliet de spoorwegen in 1936.
Tijdens de Eerste Wereldoorlog was hij militair. Zijn vrouw vluchtte naar Engeland. Hij ontving na de oorlog onder meer de volgende eretekens: Vuurkruiser 1914-1918, overwinningsmedaille 1914-1918, militair ereteken 2de Klas, IJzer Medaille 1914-1918, Herinneringsmedaille van de Oorlog 1914-1918, Oorlogskruis 1914-1918 21, Gouden Medaille, IJzer Kruis (1914-1918). 
In 1932 werd hij verkozen tot gemeenteraadslid van Oostende en was schepen van 1936 tot 1940, 1944 tot 1953 en 1958 tot 1964. Tijdens de Tweede Wereldoorlog was hij politieke gevangene.
Op 11 april 1954 werd hij verkozen tot BSP-senator voor het arrondissement Oostende en vervulde dit mandaat tot in 1958.
Hij was verder:
- bestuurder en nadien afgevaardigd bestuurder van de coöperatieve Société Économique Ostendaise (SEO),
- bestuurder, penningmeester en afgevaardigd bestuurder van de SM Ons Achturenhuis, Oostende,
- voorzitter van de SOS-afdeling Oostende,
- stichter, beheerder en voorzitter van De Gelukkige Haard,
- beheerder van De Oostendse Haard,
- voorzitter van de BSP-federatie Veurne-Oostende-Diksmuide.